# Кураченко, Павел Павлович
Павел Павлович Кураченко (род. 3 ноября 1961, Залесье, Украинская ССР, СССР) — российский военачальник, генерал-лейтенант (2013). Начальник Главного штаба — первый заместитель Главнокомандующего Воздушно-космическими силами Российской Федерации (1 августа 2015 — июль 2018).

## Биография
В 1983 году окончил Красноярское высшее командное училище радиоэлектроники ПВО, в 1998 году — Военную академию ПВО имени Маршала Советского Союза Г. К. Жукова, в 2005 году — Военную академию Генерального штаба Вооружённых Сил Российской Федерации.
Службу проходил в должностях начальника радиолокационной станции, командира радиолокационной роты, заместителя командира радиотехнической бригады, командира радиотехнической бригады, начальника штаба 76-й дивизии ПВО, 54-го корпуса ПВО (2005—2007).
С октября 2007 по август 2009 года — начальник штаба — первый заместитель начальника радиотехнических войск Военно-Воздушных Сил.
Указом Президента РФ от 18 августа 2009 года назначен начальником штаба — первым заместителем начальника Противовоздушной обороны Военно-Воздушных Сил, в 2012—2013 годах — начальник Противовоздушной обороны Военно-Воздушных Сил.
В марте-декабре 2013 года командующий войсками противовоздушной и противоракетной обороны ВКО.
С декабря 2013 по июль 2015 года начальник штаба — первый заместитель командующего Войсками ВКО.
11 ноября 2014 года назначен заместителем председателя координационного комитета по вопросам ПВО при Совете Министров обороны государств — участников СНГ.
После создания нового вида Вооружённых Сил — ВКС, указом Президента РФ № 394 от 1 августа 2015 года назначен начальником Главного штаба — первым заместителем Главнокомандующего Воздушно-космическими силами.
25 сентября 2017 года назначен временно исполняющим обязанности главкома воздушно-космических сил.
В июле 2018 года освобождён от должности.

## Награды
- Орден Александра Невского;
- Орден «За военные заслуги»;
- Медаль «За боевые заслуги»;
- Медаль Суворова;
- Медаль «За отличие в воинской службе» I и II степени;
- Медаль «70 лет Вооружённых Сил СССР»;
- Медаль «За воинскую доблесть» I степени;
- Медаль «За службу в Военно-воздушных силах»;
- Медаль «За отличие в военной службе» I и II степени;
- Медаль «За безупречную службу» III степени;
- Памятный знак «100 лет противовоздушной оборонe».
- Медали СССР;
- Медали РФ.